# Anita Ward
Pour les articles homonymes, voir Ward.
Anita Ward, née le 20 décembre 1956 à Memphis, est une chanteuse américaine. Elle est surtout connue grâce à son tube Ring My Bell, sorti en 1979.

## Carrière
Avant de signer un contrat d'enregistrement, Anita Ward a suivi des études de psychologie dont elle est diplômée au Rust College (Holly Springs), dans le Mississippi, puis est devenue enseignante. 
En 1979, lors de l'enregistrement de son premier album Songs Of Love, le propriétaire de la maison de disques, Frederick Knight, lui présente une chanson écrite l'année précédente pour la chanteuse Stacy Lattisaw. La chanson ne plait pas à Ward, mais Knight insiste sur le fait qu'une chanson disco est nécessaire pour tirer parti de la tendance du moment.
La chanson, qui ciblait à l'origine les adolescents, a été réécrite avec des paroles explicites et plus adultes (parlant de sexe). Ring My Bell atteint alors la place de numéro un aux Canada, États-Unis et Royaume-Uni dès 1979. Anita Ward sort un second single extrait de l'album, Don't Drop My Love, qui se classe 87e aux États-Unis.
Des différends avec Frederick Knight et le recul progressif du disco poussent Anita Ward à arrêter sa carrière. Son tube Ring my Bell reste un des grands classique du genre et poursuit toujours sa carrière aujourd'hui dans les clubs disco et les soirées privées.

## Retour
En 1989, plusieurs années après l'arrêt de sa première carrière musicale, Anita Ward enregistre un nouvel album, Wherever There's Love. L'album a été enregistré aux États-Unis, mais est distribué confidentiellement au niveau international car sans distributeur américain. L'album est basé sur les derniers morceaux disco d'Anita Ward, mais contient surtout des versions fast tempo de chansons pop des années 1980, ainsi que deux ballades. Un seul single est issu de l'album, Be My Baby, qui a été édité en Australie, mais sans grand succès.
Après l'album et le single, Ward prend à nouveau ses distances avec l'industrie musicale pour se concentrer sur sa famille et sa fille qui est née peu de temps après la sortie de Wherever There's Love.
Lors du réveillon du Jour de l'an 2002, elle chante Ring My Bell à Times Square, lors de la célébration officielle de la ville de New York. Lors du réveillon du Jour de l'an 2005, elle se produit à Memphis, sur Beale Street, où elle chante ses tubes disco.
Le 4 janvier 2006, la veille de la Coupe du monde de slalom, elle apparaît à Zagreb, en Croatie, avec d'autres groupes et chanteurs de disco (Nile Rodgers & Chic, Village People, Thelma Houston, Rose Royce) réunis pour l'occasion.
Début 2011, Anita Ward annonce son retour en studio pour travailler sur un nouvel album intitulé It's my night. Le premier single, produit par Gilflo et qui porte le même nom, sort sur iTunes le 20 mai 2011.
Depuis lors, elle apparaît régulièrement dans les médias, comme à la télévision française en 2012, sur France 2, où elle interprète Ring My Bell dans l'émission Le Plus Grand Cabaret du monde.

## Discographie

### Albums
| Année | Album                 | Label              |
| ----- | --------------------- | ------------------ |
| 1979  | Songs Of Love         | Juana/T.K. Records |
| 1980  | Sweet Surrender       | Juana/T.K. Records |
| 1989  | Wherever There’s Love | Philips            |

### Singles
| Années | Single             | U.S. R&B | U.S. Pop | UK |
| ------ | ------------------ | -------- | -------- | -- |
| 1979   | Ring My Bell       | #1       | #1       | #1 |
| 1979   | Don't Drop My Love | -        | #87      | -  |